# IWA世界女子王座
IWA世界女子王座（アイ・ダブリュー・エー・せかいじょしおうざ）は、スタンピード・レスリングが管理、認定していた王座。「IWA」は「International Wrestling Alliance」の略。

## 歴史
1987年、スタンピード・レスリングが創設。
1988年、全日本女子プロレスの長与千種がカナダとアメリカへ遠征に赴いた際、IWA世界女子王座、WCCW世界女子王座、AWA南部女子王座を獲得して三冠王者になった。同年、長与は日本に帰国する前にWCCW世界女子王座とAWA南部女子王座を返上したが、IWA世界女子王座は返上しないで日本に帰国して全日本女子に定着された。
ベルト部分の色から通称「紫のベルト」と呼ばれている。
1989年、スタンピードがWWFに吸収されて消滅。
スタンピードが消滅後も全日本女子でタイトルマッチが行われていた。
1997年5月11日、王者の井上京子が返上。その後、チャンピオベルトはミゼットプロレスの小道具に使用されるなど酷い扱いを受けて有耶無耶の内に封印された。

## 歴代王者
| 歴代   | 選手                 | 戴冠回数 | 獲得日付      | 獲得場所 （対戦相手・その他）                                                   |
| ------ | -------------------- | -------- | ------------- | ------------------------------------------------------------------------------- |
| 初代   | モンスター・リッパー | 1        | 1987年12月    | アルバータ州カルガリー ウェンディ・リヒター                                     |
| 第2代  | 長与千種             | 1        | 1988年9月22日 | アルバータ州カルガリー                                                          |
| 第3代  | メデューサ           | 1        | 1989年1月4日  | 後楽園ホール                                                                    |
| 第4代  | 長与千種             | 2        | 1989年1月5日  | 後楽園ホール 1989年5月6日に引退のため返上                                       |
| 第5代  | メデューサ           | 2        | 1989年9月14日 | 熊本市体育館 ザ・ビースティー 1991年返上                                        |
| 第6代  | 井上京子             | 1        | 1991年8月31日 | 水戸市民体育館 デビー・マレンコ                                                 |
| 第7代  | 豊田真奈美           | 1        | 1992年4月25日 | 横浜文化体育館                                                                  |
| 第8代  | レジー・ベネット     | 1        | 1995年5月15日 | 新潟市体育館                                                                    |
| 第9代  | 井上貴子             | 1        | 1995年12月4日 | 両国国技館                                                                      |
| 第10代 | 井上京子             | 2        | 1997年1月20日 | 大田区体育館 1997年5月11日の伊藤薫戦が引き分けだったことを理由に返上 1997年封印 |